# Jacob Jordan (fils)
Pour les articles homonymes, voir Jacob Jordan et Jordan.
Jacob Jordan fils (1770-1829) est un militaire et homme politique canadien.
Né à Montréal le 31 mars 1770, il commence sa carrière dans l'infanterie britannique de 1786 à 1797. En 1796, à la mort de son père Jacob Jordan, il hérita de la seigneurie de Terrebonne et est élu député d'Effingham. Il est mort en Angleterre en 1829.